# マルガレータ・フォン・エスターライヒ (1416-1486)

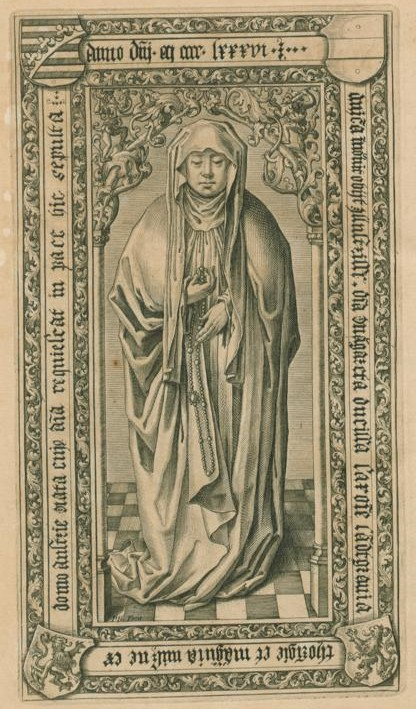
ザクセン選帝侯夫人マルガレータの墓石の肖像

マルガレータ・フォン・エスターライヒ（Margaretha von Österreich, 1416年頃 - 1486年2月12日）は、神聖ローマ皇帝フリードリヒ3世の妹で、ザクセン選帝侯フリードリヒ2世の妻。

## 生涯
内オーストリア公エルンストとその妻でマゾフシェ公シェモヴィト4世の娘であるツィンバルカの間に生まれた。1428年にザクセン選帝侯フリードリヒ2世と婚約し、1431年6月3日にライプツィヒで結婚した。政治的な才覚に恵まれ、ザクセン選帝侯領の国政に多大な影響力を及ぼした。1432年、自らの指示でマイセンに住むユダヤ人を領外へ追放させた。夫とその弟ヴィルヘルム3世との間の相続争い（ザクセン兄弟戦争）では、両者を和解に導いた。信仰篤い婦人でもあり、この兄弟戦争の終結を記念して修道院の開設を呼び掛けた。1453年、彼女はイェーナ郊外に十四救難聖人に献じた巡礼地聖堂の定礎式を行った。
1456年に夫フリードリヒからコルディーツの支配権を与えられ、独自の貨幣鋳造権をも認められたため、コルディーツ貨幣鋳造所を設置した。同鋳造所の発行するマイセン・グロッシェン銀貨には、発行元が区別できるようにマルガレータの頭文字「M」の文字が貨幣の銘の中に刻まれた。
1464年に寡婦となると、アルテンブルク市の管理権、ライプツィヒ城やリーベンヴェルダ城などの諸城、コルディーツ、アイレンブルク、リーベンヴェルダの諸都市の所有権など、莫大な寡婦財産を分与された。そして死ぬまでアルテンブルクを居所とし、領主としての統治権や裁判権を行使した。1468年にはアルテンブルクに穀物倉庫を建設し、この倉庫は1868年の火災で焼失するまで使用された。アルテンブルク市の財政健全化のため、マルガレータは彼女個人の潤沢な宮廷金庫から市に莫大な援助金を贈った。

## 子女
- アマリア（1436年 - 1501年） - 1452年、バイエルン＝ランツフート公ルートヴィヒ9世と結婚
- アンナ（1437年 - 1512年） - 1458年、ブランデンブルク選帝侯アルブレヒト・アヒレスと結婚
- フリードリヒ（1439年 - 1451年）
- エルンスト（1441年 - 1486年） - ザクセン選帝侯
- アルブレヒト（1443年 - 1500年） - ザクセン公
- マルガレーテ（1444年 - 1498年） - ゾイスリッツ女子修道院院長
- ヘートヴィヒ（1445年 - 1511年） - クヴェトリンブルク女子修道院院長
- アレクサンダー（1447年）